# Mictochroa harmonica
Mictochroa harmonica là một loài bướm đêm trong họ Noctuidae.